# Гончаров, Афанасий Абрамович
Афанасий Абрамович Гончаров (1693—1788) — калужский купец и промышленник, один из организаторов бумажного и полотняного производства в России, родоначальник дворянского семейства Гончаровых (в том числе прадед Натальи Гончаровой-Пушкиной). В 1744 году за заведение и размножение парусных и полотняных фабрик ему пожалован чин коллежского асессора, дававший право на потомственное дворянство.

## Биография
Выходец из клана калужских посадских людей, горшечников. 
В 1718 году по указу Петра I он вместе с двумя посадскими жителями Калуги – Тимофеем Филатовым сыном Карамышевым и Г. И. Щепочкиным начинают осваивать полотняное производство в Калужском крае. Первая калужская полотняная мануфактура была заложена в 1718 году Т. Ф. Карамышевым на земле церковнослужителей церкви Спаса на Взгомонях в Малоярославецком уезде. 27 января 1732 года Т. Ф. Карамышев заключил контракт с А. А. Гончаровым и Г. И. Щепочкиным о совместном владении кампанией с принятием паевого взноса со стороны Гончарова 15 тыс. руб., а Щепочкина - 5 тыс. руб. Через несколько дней после этого Т. Ф. Карамышев скончался, а доля его капитала перешла к вдове. Фактическими хозяевами предприятия стали Гончаров и Щепочкин. В 1735 году Гончаров и Щепочкин разделили фабричное имущество. В 1740 году камер-коллегия, инспектирующая Калужскую губернию свидетельствовала, что фабрики Гончарова находятся “в добром состоянии и в немалом размножении, но за недовольством мастеровых и работных людей немалое число станов стоят праздны без действия”. 
За развитие отечественного полотняного производства в 1742 (в 1744?) был пожалован титулом коллежского асессора с правом на потомственное дворянство и покупку большой вотчины с крепостными; 16 декабря 1775 года Полотняный завод посетила Екатерина II. В память об этом событии Афанасий Абрамович отлил в Германии бронзовую статую императрицы. В 1752 году ниже р. Песочни появился Афанасий Гончаров строит Нижне-Песоченский молотовый завод. Численность рабочих на этих заводах достигала 200 человек. Но со временем производство укрупнялось, концентрируясь возле Песоченского завода. Завод производил чугунные печи, плиты, посуду котлы, в количестве 400 тыс. пудов в год . В середине XVIII века почетный калужский дворянин Афанасий Абрамович Гончаров становится одним из богатейших людей в России. К 1788 году его состояние оценивалось в 6 млн. руб. серебром. Он владел примерно 70 селениями в 4 губерниях, железоделательными и чугунолитейными заводами в Калужской и Брянской гy6ернии, полотняной и бумажной фабриками.

## Семья
- Наталья (1731—?)
- Христина (1736—?), в замужестве Хитрово
- Александра (1738—1828), была замужем за действительным статским советником Александром Матвеевичем Нестеровым[8]
- Николай (1741—1785); у него родился сын Афанасий (1760—1832) — дед Натальи Николаевны Гончаровой.
- Иван (1746—1802)
- Варвара (1749—1816), в замужестве Бибикова, жена генерал-поручика и сенатора Ильи Богдановича Бибикова.
- Афанасий (1759—1779)

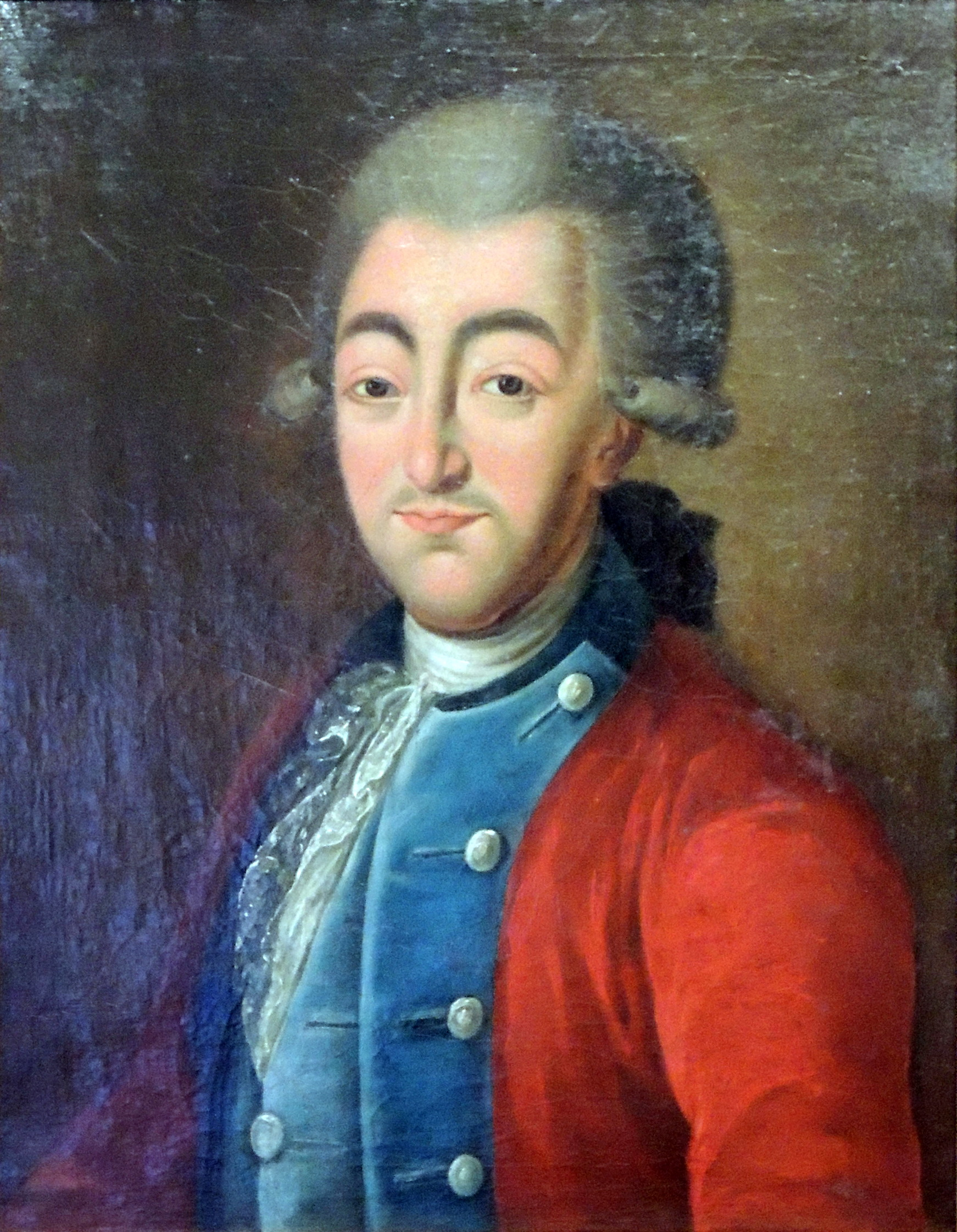
Николай Афанасьевич (1741—1785)
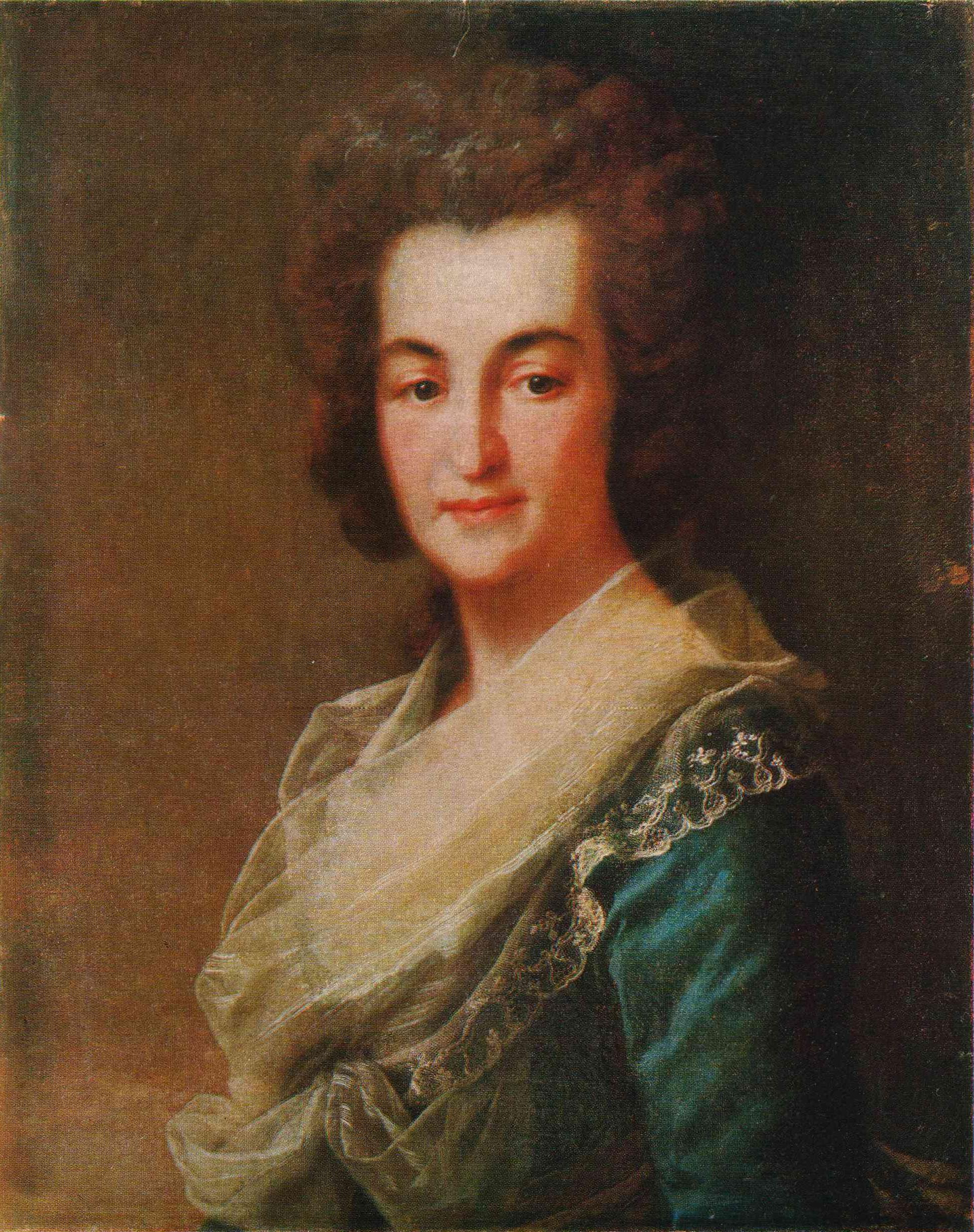
Варвара Афанасьевна (1749—1816)